# カラウヌイオフア
カラウヌイオフア（Kalaunuiohua）は古代ハワイの王。ピリ王朝の一族で7代君主。
カラウヌイオフアは、カハイモエレラ（カハイ4世）と異母姉妹の妻のカポの子として、ハワイ島で生まれた。カラウイオフアの妻は、同母姉妹のカヘカ。子供に後継者のクアイワ (ピリ王朝)がいる。